# Perochirus
Perochirus is een geslacht van hagedissen dat behoort tot de gekko's (Gekkota) en de familie Gekkonidae.

## Naam en indeling
De wetenschappelijke naam van de groep werd voor het eerst voorgesteld door George Albert Boulenger in 1885. Er zij drie soorten, een aantal soorten werd eerder aan het geslacht Hemidactylus toegekend.

## Verspreiding en habitat
De gekko's komen voor op verschillende eilanden in de Grote Oceaan waaronder Micronesië en Japan.
De habitat bestaat uit vochtige tropische en subtropische laaglandbossen en streken waar planten zijn geïntroduceerd door de mens.

## Beschermingsstatus
Door de internationale natuurbeschermingsorganisatie IUCN is aan alle soorten een beschermingsstatus toegewezen. Een soort wordt beschouwd als 'veilig' (Least Concern of LC), een soort als 'onzeker' (Data Deficient of DD) en een soort als 'kwetsbaar' (Vulnerable of VU).

## Soorten
Het geslacht omvat de volgende soorten, met de auteur, het verspreidingsgebied en de beschermingsstatus.
| Naam                   | Auteur         | Verspreidingsgebied                                       | Beschermingsstatus |
| ---------------------- | -------------- | --------------------------------------------------------- | ------------------ |
| Perochirus ateles      | Duméril, 1856  | Micronesië, Marianen, Chuuk, Guam, Japan (Bonin-eilanden) |                    |
| Perochirus guentheri   | Boulenger 1885 | Nieuwe Hebriden                                           |                    |
| Perochirus scutellatus | Fischer, 1882  | Micronesië                                                |                    |